# Albert Creswell Garlington
Albert Creswell Garlington (9 juin 1822 - 27 mars 1885) était un avocat, homme politique et brigadier général de Caroline du Sud. Il a dirigé des troupes de la Milice de Caroline du Sud et a servi dans l'armée des États confédérés en Caroline du Sud à plusieurs reprises pendant la guerre de sécession. 

## Enfance, formation et mariage
Albert C. Garlington est né dans le comté d'Oglethorpe, en Géorgie, le 9 juin 1822. Ses parents étaient Christopher Garlington et Eliza (Aycock) Garlington. Garlington est diplômé de l'Université de Géorgie en 1842. Il emménage en Caroline du Sud et y devient avocat en 1844. En 1848, il s'installe à Newberry, en Caroline du Sud, dans la ville natale de son épouse, Sally Lark Moon. Cette année là, naît son premier enfant, Octavia E. Deux autres enfants naîtrons avant la guerre de Sécession (Ernest Albert en 1853 et Meredith William en 1855). Il devient un avocat éminent et s'élance en politique.
Garlington a servi à la Chambre des représentants de l'Assemblée générale de Caroline du Sud en 1850–1854. Il échoue lors de l'élection de 1854 pour un siège à la Chambre des représentants des États-Unis à Preston Brooks. Il est ensuite élu sénateur de l'État en 1856–1864. Il a aussi été directeur des chemins de Fer Greenville et Columbia railroad. Peu avant la guerre de sécession, il nommé par le gouverneur Pickens, brigadier général de la 10e brigade des milices de Caroline du Sud avant la guerre civile.

## Guerre de sécession
Albert Creswell Garlington débute la guerre de sécession comme membre du conseil d'état de Caroline du Sud. Le gouverneur de Caroline du Sud, Francis Pickens, l'affecte au ministère de l'Intérieur. Responsable de la défense côtière et de la milice. jusqu'au transfert de ces responsabilités à l'armée des États confédérés. Pickens le nomme ensuite brigadier général de la 3e brigade des volontaires de Caroline du Sud et Garlington commence à former les troupes. Le 19 décembre 1861, les régiments de sa brigade sont officiellement transférés à l'Armée Confédérée et Garlington est nommé major à la Légion Holcombe, une unité de Caroline du Sud chargée de la surveillance de la côte de ce même État pour l'armée des États confédérés. La seule action dans laquelle cette unité a été engagée fut une escarmouche sur l'île d'Edisto. Garlington a démissionné de ce poste le 21 mai 1862. Par la suite, le gouverneur Pickens nomme Garlington Adjudant général et inspecteur général de la milice de Caroline du Sud avec le rang de major général. Il restera officiellement adjudant général jusqu'en 1868 et son successeur sera l'adjudant général Franklin (Israel) J. Moses Jr (1869-1871).
En 1864, il se présente aux élections pour devenir gouverneur de Caroline du Sud en 1864 mais il est battu par le démocrate Andrew Gordon Magrath.
À la fin de 1864 et au début de 1865, pendant la Campagne des Carolines, la brigade de Garlington est envoyée s'opposer aux forces du Major général de l'Union William T. Sherman alors qu'il marchait en Caroline du Sud. La brigade de Garlington doit évacuer  Columbia, la capitale de l'état de Caroline du Sud, à l'approche des forces de Sherman. Garlington dissous ensuite sa brigade en février 1865.

## L'après-guerre
Après la guerre, Albert C. Garlington est élu à la Chambre des représentants de Caroline du Sud entre 1865 et 1867. Il déménage à Atlanta (Géorgie), mais retourne ensuite à Newberry pour continuer à travailler dans le droit avant de se retirer dans sa ferme près de Newberry pour les dernières années de sa vie.
Albert Creswell Garlington meurt le 27 mars 1885, à Newberry. Il est enterré dans le cimetière de Rosemont, dans cette même commune de Newberry.

## Descendance
De son mariage avec Sally Lark Moon naîtront neuf enfants dont les cinq ci-après.
- Octavia E. Garlington Fair (16 janvier 1849 - 27 juillet 1928). Éducatrice, elle épouse en 1891 William Young Fair (1846-1932)
- Ernest Albert Garlington, (20 février 1853 - 16 octobre 1934). Diplômé de l'Université de Géorgie en 1872 et de l'Académie militaire des États-Unis en 1876[6]. Affecté au fameux 7e régiment de cavalerie des États-Unis , il reçoit la médaille d'honneur pour ses actions à Wounded Knee. Il participe aussi à la guerre hispano-Américaine et est finalement promu au grade de brigadier général. Il est enterré au cimetière national d'Arlington. Marié à Anna Bowers Buford, il eut trois enfants dont un qui deviendra Brigadier Général.
- Meredith William Garlington (4 juillet 1855 - 19 mars 1896). Il épouse Asenath Moon (1858-1937) le 31 octobre 1887. Il eut au moins trois enfants.
- Harry M. Garlington (31 mai 1865 - 29 mars 1936). Il épouse en premières noces Rose Etta Owens (1969-1898) puis en 1907 Beulah A. Torlay (1871-1927).
- Albert Cresswell Garlington (12 octobre 1868 - 3 septembre 1882)